# Wędrzyn
Wędrzyn (niem. Wandern) – kolonia w Polsce położona w województwie lubuskim, w powiecie sulęcińskim, w gminie Sulęcin.
Jest to osiedle wojskowe położone przy drodze wojewódzkiej nr 137. Na terenie osiedla znajdują się trzy jednostki wojska polskiego: 17 Brygada Zmechanizowana, 45 Wojskowy Oddział Gospodarczy oraz Komenda Poligonu zarządzająca Ośrodkiem Szkolenia Poligonowego Wojsk Lądowych w Wędrzynie. Osiedle leży na trasie linii kolejowej nr 364.
W latach 1975–1998 miejscowość administracyjnie należała do województwa gorzowskiego. Miejscowość ta w latach powojennych oznaczana była na mapach jako Modlęcin lub nie była w ogóle zaznaczana. Niedaleko znajduje się jezioro Postomsko, z którego wypływa rzeka Postomia. W okolicy znajduje się duży poligon wojskowy, gdzie ćwiczą jednostki NATO.

## Historia
Po raz pierwszy wieś wymieniona została 21 lutego 1322 roku, kiedy książę głogowski Henryk II nadał joannitom Sulęcin wraz z sześcioma wsiami, w tym Wanderin. Wieś położona była na średniowiecznym szlaku handlowym z Frankfurtu przez Międzyrzecz do Poznania. W latach 1890–1892 3,5 km na północny wschód od Wędrzyna zbudowano stację kolejową. W latach trzydziestych na południe od wsi wybudowano poligon wojskowy Truppenübungsplatz Wandern. Jego powierzchnia wynosiła 10 335,14 hektarów, z czego 863 hektary zajmowały lasy. W latach 70. wybudowano tu unikatowy poligon zurbanizowany, przeznaczony do szkoleń z zakresu walki w miastach.

## Religia
We wsi działa rzymskokatolicka parafia wojskowa św. Sebastiana, która obsługuje kościół parafialny pw. św. Sebastiana Męczennika.

## Edukacja
W Wędrzynie znajduje się szkoła podstawowa im. Żołnierza Polskiego oraz Przedszkole Wojskowe nr 88 „Przyjaciele z Zielonego Lasu”.

## Sport
W latach 2002–2010 w miejscowości funkcjonował piłkarski klub sportowy WKS Wędrzyn. Przy szkole podstawowej znajduje się ogólnodostępne boisko sportowe o sztucznej nawierzchni.

## Baza wojskowa
W czasie zimnej wojny w okolicach miejscowości nad jeziorem Buszno mieściła się baza wojsk sowieckich, a w silosach tej bazy mogły znajdować się głowice nuklearne. Pozostałości instalacji poradzieckich zostały usunięte w 2011 roku.

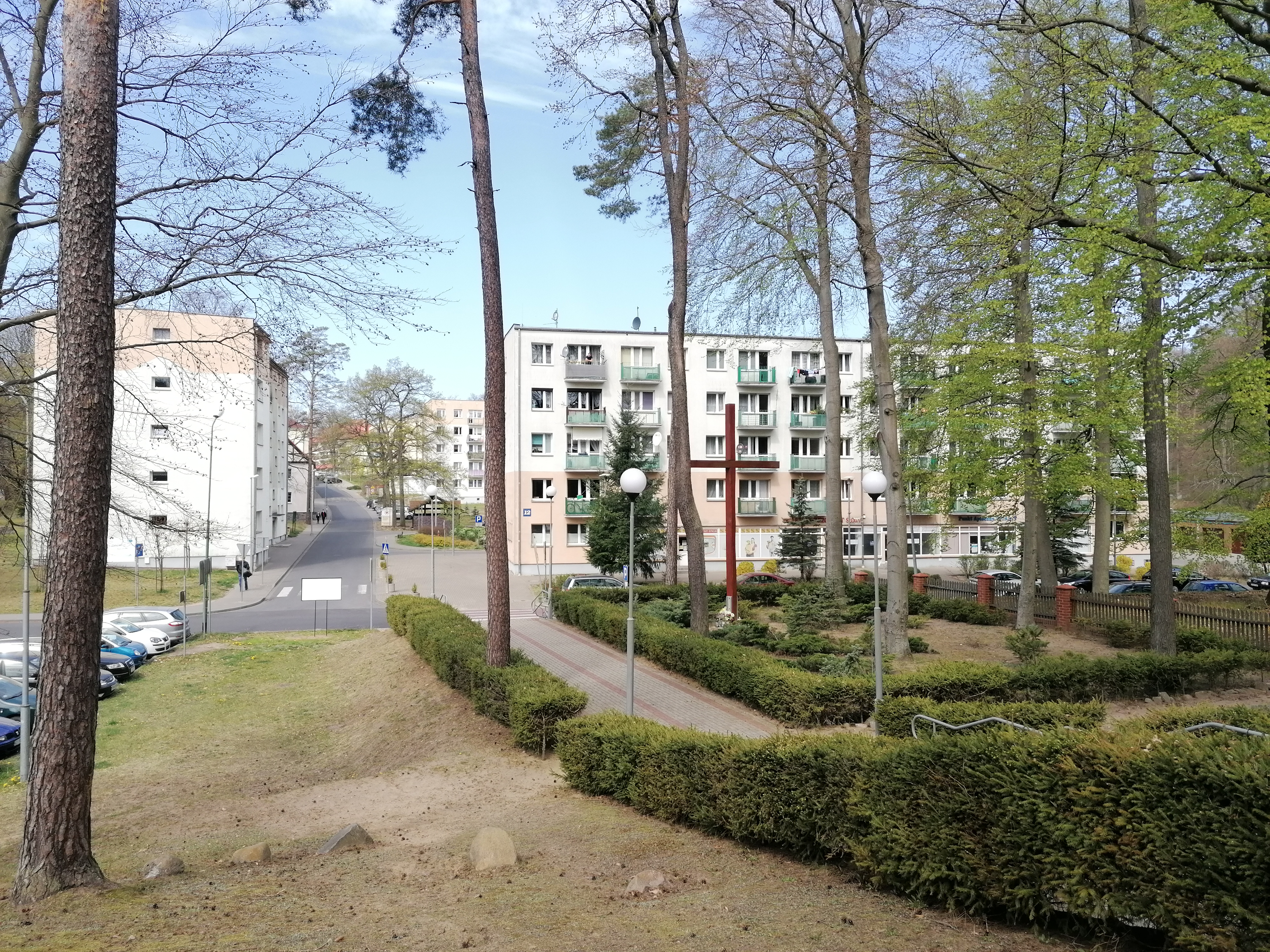
Bloki mieszkalne w miejscowości